# Strikeforce: Fedor vs. Werdum
Strikeforce: Fedor vs. Werdum foi um evento de artes marciais mistas promovido pelo Strikeforce em parceria com a M-1 Global, ocorrido em 26 de junho de 2010 no HP Pavilion em San Jose, California.

## Background
Josh Thomson era originalmente esperado para enfrentar Lyle Beerbohm nesse evento. Em 21 de Maio, Thomson anunciou que Beerbohm se machucou em sua luta anterior com Vitor Ribeiro, e foi substituído. Pat Healy acabou enfrentando Thomson.
O lutador da M-1 Global Magomed Shikhshabekov era esperado para enfrentar o lutador da American Kickboxing Academy Ron Keslar. Porém, Shikhshabekov foi forçado a se retirar do card com problemas no visto, e foi substituído por Chris Cope.
O evento teve a audiência aproximadamente 492,000 telespectadores na Showtime.

## Resultados
^ a: Pelo Cinturão Peso Pena Feminino do Strikeforce; Justino perdeu um ponto por golpear Finney na nuca.

## Pagamento Anunciado
O seguinte é a lista de salários dos lutadores fornecido pela Comissão Atlética do Estado da Califórnia. Isso não inclui deduções por itens como segurança, licenças e impostos. Adicionalmente, não inclui o dinheiro pago pelos patrocinadores, que muitas vezes são uma grande parte do que sustentam os lutadores.
- Fabricio Werdum: $100,000 (sem bônus de vitória) derrotou Fedor Emelianenko: $400,000
- Cung Le: $100,000 (sem bônus de vitória) derrotou Scott Smith: $55,000
- Cristiane Justino: $35,000 ($15,000 bônus de vitória e mais $5,000 de bônus da campeã) derrotou Jan Finney: $6,000
- Josh Thomson: $60,000 (sem bônus de vitória) derrotou Pat Healy: $8,000
- Chris Cope: $3,000 ($1,000 bônus de vitória) derrotou Ron Keslar: $1,500
- Bret Bergmark: $3,000 ($1,500 bônus de vitória) derrotou Vagner Rocha: $2,500
- Yancy Medeiros: $8,000 ($4,000 bônus de vitória) derrotou Gareth Joseph: $2,000
- Bobby Stack: $2,800 ($1,500 bônus de vitória) derrotou Derrick Burnsed: $2,000

## Ligações Externas
1. ↑  a[›]